# Ole Sarvig
Ole Sarvig (ur. 27 listopada 1921 w Kopenhadze, zm. 4 grudnia 1981 tamże) – duński pisarz.

## Życiorys
W latach 1940–1945 studiował historię sztuki na uniwersytecie w Kopenhadze, w 1943 debiutował zbiorem poezji "Grønne digte" ("Zielone wiersze"). Był współzałożycielem awangardowej grupy poetyckiej "Heretica". Tworzył poezję pełną symboliki religijnej i odniesień do naturalnego rytmu przyrody, w której zmierzał do przezwyciężenia alienacji przez mistyczne doznania (m.in. w "Zielonych wierszach" z 1943 i zbiorze "Salmer og begyndelser til 1980" - "Psalmy i początki lat 80." z 1981). Jest również autorem nowatorskich w formie powieści psychologicznych "Przedpiekle" (1963, wyd. pol. 1969), "Nie zapomnij" (1972, wyd. pol. 1977) oraz opowiadań, m.in. "Jantzens sommer" ("Lato Jantzensa") z 1974. Pisał również eseje i studia o sztuce. W 1967 otrzymał Wielką Nagrodę Akademii Duńskiej.